# Leichenpass

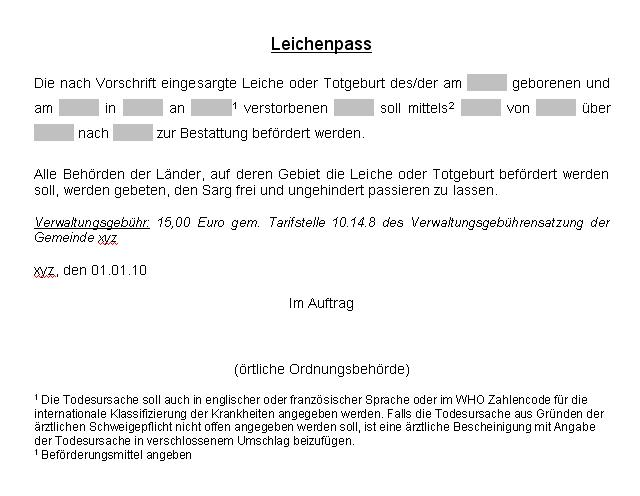
Vordruck eines Leichenpasses

Ein Leichenpass ist ein amtlicher Ausweis, der vom Staat zur Beförderung einer Leiche über die Grenze Deutschlands herausgegeben wird. Der Leichenpass oder ein Beleg des Herkunftsortes, der dem Leichenpass entspricht, ist gemäß der Bestattungsgesetze der dafür zuständigen deutschen Bundesländer oder ihrer dazu erlassenen Rechtsverordnungen regelmäßig zulässig. Er bescheinigt, dass die örtlichen Regelungen für das Einsargen beachtet wurden und die Überführung zulässig ist. Nach Überprüfung des Totenscheins ggf. nach Anhörung des Arztes, der den Verstorbenen zuletzt behandelt hat, nochmaliger Besichtigung der Leiche (Leichenschau) und Kontrolle der ordnungsgemäßen Einsargung sowie Bescheinigung des zuständigen Amtsarztes wird der Leichenpass zur Beförderung in das Ausland durch die örtliche Ordnungsbehörde, das Gesundheitsamt des Sterbeortes oder von der Gemeinde erteilt, in der die Beförderung beginnt; zudem ist bei Anzeichen nicht natürlicher Todesursache oder bei Unbekannten eine Genehmigung der Staatsanwaltschaft nötig  und wird bei Verbringung einer Leiche in das Ausland zur Einäscherung meistens eine zweite Leichenschau durch einen Facharzt für Rechtsmedizin gefordert.
Beim Tod an einer meldepflichtigen übertragbaren Erkrankung nach dem Infektionsschutzgesetz hat das Gesundheitsamt nach Lage des Falles zu entscheiden, ob wegen Verschleppungsgefahr die Erteilung des Leichenpasses abzulehnen ist. Für die Beförderung der Leiche von Personen, die an einer gemeingefährlichen Krankheit gestorben sind, wird die Ausstellung dieser amtlichen Bescheinigung allgemein versagt. Beim Tod nach einer anderen übertragbaren Erkrankung können allein aus diesem Umstand keine Bedenken gegen eine Beförderung hergeleitet werden.